# 哈廷頓侯爵威廉·卡文迪許
哈廷顿侯爵威廉·约翰·罗伯特·卡文迪什（英語：William John Robert Cavendish, Marquess of Hartington，1917年10月10日—1944年9月10日），第十代德文郡公爵爱德华·卡文迪什与公爵夫人玛丽·卡文迪什的长子。
哈廷顿勋爵的妻子凯瑟琳·卡文迪什是原美国驻英国大使老约瑟夫·P·肯尼迪与罗斯·肯尼迪之女，美国总统约翰·肯尼迪之妹。他们二人于1944年5月6日成婚。
然而仅仅在他们结婚的四个月之后，作为冷溪近卫团少校参加第二次世界大战的哈廷顿勋爵便在比利时被一敌军狙击手击毙身亡。
在他去世后，他的弟弟安德鲁·卡文迪什接替他成为了哈廷顿侯爵，并在后来成为了第十一代德文郡公爵。